# فهرست بزرگ‌ترین شرکت‌های نرم‌افزاری
فهرست بزرگترین شرکت‌های نرم‌افزاری، فهرست‌هایی از بزرگترین شرکت‌های نرم‌افزاری جهان وجود دارد،که رتبه‌بندی‌های آن‌ها بر پایه روش‌شناسی مختلف از تعریف یک شرکت نرم‌افزاری، قابل تغییر می‌باشد. فهرست زیر بر پایه رتبه‌بندی مجله اقتصادی فوربز منتشر می‌شود، که در فهرستی تحت عنوان فوربز جهانی ۲۰۰۰ به صورت سالیانه از ۲ هزار شرکت بزرگ سهامی عام انجام می‌گیرد. این رتبه‌بندی از ترکیب ۴ متغیر؛ میزان فروش، سود، دارایی و ارزش بازار حاصل می‌شود.
| عنوان      | توضیحات                                                                                   |
| ---------- | ----------------------------------------------------------------------------------------- |
| رتبه       | رتبه شرکت‌ها بر پایه میزان درآمد                                                           |
| شرکت       | نام شرکت                                                                                  |
| درآمد      | میزان درآمد سالیانه شرکت، بر پایه میلیارد دلار(B) در آخرین سال مالی                       |
| سال مالی   | آخرین سال مالی شرکت مورد نظر                                                              |
| ارزش بازار | میزان ارزش بازار سرمایه شرکت در ماه مه ۲۰۲۰ بر پایه میلیارد دلار(B) و هزارمیلیارد دلار(T) |
| دفتر مرکزی | محل استقرار ساختمان مرکزی                                                                 |
| منابع      | منابع و پانویس‌ها                                                                          |

| رتبه | شرکت                | شرکت              | درآمد   | سال مالی | ارزش بازار | دفتر مرکزی                            |
| ---- | ------------------- | ----------------- | ------- | -------- | ---------- | ------------------------------------- |
| ۱    | ایالات متحده آمریکا | اپل               | $267.7B | ۲۰۲۲     | $2.68T     | کوپرتینو، کالیفرنیا                   |
| ۲    | ایالات متحده آمریکا | مایکروسافت        | $198.3  | ۲۰۲۲     | $1,780.0   | ردموند، واشینگتن، ایالات متحده آمریکا |
| ۴    | ایالات متحده آمریکا | الفابت alphabet   | $166.3B | ۲۰۲۲     | $1.74T     | مانتین ویو، کالیفرنیا                 |
| ۶    | ایالات متحده آمریکا | آمازون            | $296.3B | ۲۰۲۲     | $1.59T     | سیاتل، واشینگتن                       |
| ۳    | کره جنوبی           | سامسونگ الکترونیک | $197.6B | ۲۰۲۰     | $278.7B    | سوون                                  |
| ۵    | ایالات متحده آمریکا | AT&T              | $179.2B | ۲۰۲۰     | $217.51B   | دالاس، تگزاس                          |
| ۷    | ایالات متحده آمریکا | وریزون Verizon    | $131.4B | ۲۰۲۰     | $241.25B   | باسکینگ ریج، نیوجرسی                  |
| ۸    | ایالات متحده آمریکا | China Mobile      | $108.1B | ۲۰۲۰     | $164.9B    | هنگ کنگ                               |
| ۹    | ایالات متحده آمریکا | والت دیزنی        | $74.8B  | ۲۰۲۰     | $343.03B   | بوربانک، کالیفرنیا                    |
| ۱۰   | اسپانیا             | فیس بوک           | $73.4B  | ۲۰۲۰     | $850.49B   | منلو پارک، کالیفرنیا                  |